# Nachal Giborim
Nachal Giborim (hebrejsky: נחל גיבורים, doslova Tok hrdinů,arabsky: Vádí Rušmija) je krátké vádí v Izraeli, ve východní části města Haifa.
Začíná poblíž hřebenu masivu Karmel u haifských čtvrtí Ramat Chen a Neve Ša'anan. Spojuje se s dalším vádím Nachal Vardija a pak směřuje severním směrem, přičemž vytváří hluboké údolí, které je výrazným prvkem městské dopravní a urbanistické struktury východní části města Haifa. Zleva ještě přijímá vádí Nachal Tan. V dolní části města pak míjí čtvrť al-Chalisa. Ústí do Středozemního moře v prostoru Haifského přístavu, západně od ústí řeky Kišon.
Hebrejský název vádí odkazuje na hrdiny z první arabsko-izraelské války v roce 1948, kdy zde probíhaly boje v rámci soupeření Židů a Arabů o kontrolu nad Haifou. Bojů se účastnila Brigáda Karmeli a její oddíl Gdud 22 (batalión číslo 22). Strategický význam zde v roce 1948 měl zejména Most Rušmija (Gešer Rušmija) z 20. let 20. století, který vedl ve východozápadním směru přes vádí a umožňoval tak dopravní spojení mezi centrem města a východními předměstími. Most tu stojí dodnes.
Od 90. let 20. století se podoba údolí Nachal Giborim výrazně proměnila. Nejprve kvůli výstavbě velkého obchodního střediska Grand Canyon a počátkem 21. století pak kvůli projektu Karmelských tunelů, ze kterých zde, na křížení s ulicí Derech Rupin, vychází mimoúrovňová křižovatka. Zároveň zde došlo ke zbudování dalšího mostu (Most Gdud 22) překonávajícího údolí Nachal Giborim nedaleko od starého Mostu Rušmija.
Ve 20. letech 20. století v údolí fungovaly lomy na kámen, ke kterým vedla údolím provizorní železnice, později po ukončení těžby kamene zrušená. Od 50. a 60. let 20. století docházelo přímo na dně údolí Nachal Gibor k živelnému osidlování ze strany nových židovských imigrantů a haifských Arabů. Od 80. let 20. století začalo vedení města tyto obyvatele vystěhovávat. V roce 2010 bylo dosaženo dohody s posledními obyvateli údolí (manželé Jusuf a Amana Hasanovi) a v únoru toho roku město ohlásilo, že Nachal Giborim hodlá proměnit na městský park (Central Park of Haifa) rekreačního charakteru, jehož součástí má být i umělá vodní nádrž. Podél vádí má ovšem rovněž být zřízena silnice o délce 2,3 kilometru spojující dolní město a čtvrti na masivu Karmel.